# Chirosia montana
Chirosia montana är en tvåvingeart som beskrevs av Pokorny 1893. Chirosia montana ingår i släktet Chirosia och familjen blomsterflugor. Inga underarter finns listade i Catalogue of Life.